# Episodi di Top Secret (prima stagione)
La prima stagione della serie televisiva Top Secret, composta da 21 episodi, è stata trasmessa per la prima volta su Canale 5 dal 3 luglio 1987 alle 22:30 di venerdì fino al 18 settembre 1987, per poi riprendere il 20 febbraio 1988 alle 23:00, quindi successivamente in replica su Italia 1 e Rete 4.
Durante la replica su Rai2 dal 22 febbraio 2011, dal lunedì al venerdì alle ore 17:00 la serie è stata trasmessa in un formato "falso 16:9", ossia il video è trasmesso in 16:9, ma tale formato è ottenuto a partire dal 4:3 originale "tagliando" una buona porzione di video sia nella parte superiore e, soprattutto, inferiore.
Nella trasmissione è stato saltato l'episodio 1x13, di cui sembra si sia perso il formato doppiato in italiano.
| nº | Titolo originale                            | Titolo italiano             | Prima TV USA     | Prima TV Italia    |
| -- | ------------------------------------------- | --------------------------- | ---------------- | ------------------ |
| 1  | The First Time                              | La prima missione           | 3 ottobre 1983   | 3 luglio 1987      |
| 2  | There Goes the Neighborhood                 | Asciugacapelli pericoloso   | 10 ottobre 1983  | 10 luglio 1987     |
| 3  | If Thoughts Could Kill                      | Cervelli programmati        | 17 ottobre 1983  | 17 luglio 1987     |
| 4  | Magic Bus                                   | Il ricatto dei superstiti   | 24 ottobre 1983  | 24 luglio 1987     |
| 5  | The ACM Kid                                 | Il bambino dell'A.C.M.      | 7 novembre 1983  | 31 luglio 1987     |
| 6  | Always Look a Gift Horse in the Mouth       | A caval donato...           | 14 novembre 1983 | 14 agosto 1987     |
| 7  | Service Above and Beyond                    | Trappola mortale            | 21 novembre 1983 | 7 agosto 1987      |
| 8  | Saved by the Bells                          | Ostaggio sbagliato          | 28 novembre 1983 | 21 agosto 1987     |
| 9  | Sudden Death                                | Morte improvvisa            | 5 dicembre 1983  | 28 agosto 1987     |
| 10 | The Long Christmas Eve                      | Una lunga vigilia di Natale | 19 dicembre 1983 | 18 giugno 1988 (?) |
| 11 | Remembrance of Things Past                  | Ricordo del passato         | 9 gennaio 1984   | 4 settembre 1987   |
| 12 | Lost and Found                              | Perduta e ritrovata         | 16 gennaio 1984  | 11 settembre 1987  |
| 13 | I Am Not Now, nor Have I Ever Been... a Spy |                             | 30 gennaio 1984  |                    |
| 14 | Dead Ringer                                 | Somiglianza pericolosa      | 6 febbraio 1984  | 18 settembre 1987  |
| 15 | The Mole                                    | La talpa                    | 13 febbraio 1984 | 20 febbraio 1988   |
| 16 | Savior                                      | Operazione Savior           | 27 febbraio 1984 | 27 febbraio 1988   |
| 17 | The Artful Dodger                           | Regalo sospetto             | 5 marzo 1984     | 27 giugno 1988 (?) |
| 18 | Filming Raul                                | Il cineamatore              | 19 marzo 1984    | 12 marzo 1988      |
| 19 | Fearless Dotty                              | Un uomo nell'armadio        | 26 marzo 1984    | 29 giugno 1988 (?) |
| 20 | Weekend                                     | Week-end                    | 23 aprile 1984   | 30 giugno 1988 (?) |
| 21 | Waiting for Godorsky                        | Aspettando Godorsky         | 7 maggio 1984    | 28 agosto 1989 (?) |

## La prima missione
- Titolo originale: The First Time
- Diretto da: Rod Holcomb
- Scritto da: Eugenie Ross-Leming e Brad Buckner

### Trama
Amanda è una giovane donne divorziata che vive in periferia con i suoi due figli Phillip e Jamie e sua madre Dotty. Un giorno in stazione un agente di nome Lee Stetson alias Falco, le cambierà la vita dandole un pacchettino che lei dovrà consegnare in treno a un uomo con il cappello rosso. Salita con mille dubbi in testa si ritrova in un vagone pieno di uomini con il cappello rosso, così decide di portarsi a casa il pacchetto. Il suo acume e la sua intraprendenza la vedrà complice nella risoluzione del caso, entrando prepotentemente nella vita del solitario Falco e di tutta l'agenzia.
- Altri interpreti: John Saxon, Kate Reid, Thomas Babson, Madison Arnold, Thomas Bellin, Paul Willson, Suzanne von Schaack, Robert S.Telford, Dorothy Constantine

## Asciugacapelli pericoloso
- Titolo originale: There Goes the Neighborhood
- Diretto da: Rod Holcomb
- Scritto da: Eugenie Ross-Leming e Brad Buckner

### Trama
Ad Amanda piacerebbe iniziare a lavorare per l'Agenzia, ma trova come ostacolo la riluttanza di Lee. Ma proprio quando sta per sostenere un colloquio per ottenere un altro lavoro, viene richiamata "in servizio": lei e Lee devono fingersi una coppia sposata in un quartiere di periferia per sventare un giro di contrabbando di armi e risolvere la scomparsa di una casalinga americana.
- Altri interpreti: Bibi Besch, Sue Bugden, Don Dolan, Alix Elias, Eric Holland, Ronald Lacey, Greg Lewis, Mary Margaret Lewis, Robert Moberly, James Newell, Ted Noose, Harry Northup, Frank Schuller, Sharon Spelman

## Cervelli programmati
- Titolo originale: If Thoughts Could Kill
- Diretto da: James Frawley
- Scritto da: Eugenie Ross-Leming e Brad Buckner

### Trama
Un vecchio amico di Lee in un raptus di follia spara con la sua pistola in modo casuale all'interno del dipartimento. Lee nel trattenerlo in modo da non farlo uccidere dalle guardie subisce un trauma al ginocchio. Viene ricoverato in un ospedale, sotto le cure di un medico che a causa dei suoi esperimenti in passato era stato allontanato dal dipartimento grazie a Lee. Amanda al suo fianco come sua infermiera gli salverà la vita.
- Altri interpreti: Julie Brown, Henry Darrow, Michael Fairman, Jill Jaress, Stephen Lee, Sandy Martin, Liz Sheridan

## Il ricatto dei superstiti
- Titolo originale: Magic Bus
- Diretto da: Michael Vejar
- Scritto da: Eugenie Ross-Leming e Brad Buckner

### Trama
Un'organizzazione che reputa il governo americano troppo 'debole', chiamata 'dei superstiti' ruba un'arma d'assalto top-secret chiamata il Vigilant per dimostrare il suo potere, con l'intenzione di colpire un obiettivo non meglio specificato. Lee e Amanda devono impedirlo ad ogni costo, così provano ad infiltrarsi.
- Altri interpreti: Conrad Bachmann, Earl Boen, John Carter, Karl Grey, Alan Haufrect, Bob Herron, Ed Kenney, Mina Kolb, Carol Lippin, Fred McCarren, Dennis A. Pratt, Loyda Ramos, George Wallace.

## Il bambino dell'A.C.M.
- Titolo originale: The ACM Kid
- Diretto da:John Llewellyn Moxey
- Scritto da: Eugenie Ross-Leming e Brad Buckner

### Trama
Amanda e Lee si assumono il compito di fare da baby-sitter al figlio di una coppia di emigranti russi rapiti, ignari del fatto che il ragazzo sia un genio del computer costretto a fornire codici segreti a delle spie che tengono in ostaggio i suoi genitori.
- Altri interpreti: Thomas Babson, Jan Ivan Dorin, Isobel Estorick, Richard Narita, Robert O'Reilly, Edwin Owens, Meeno Peluce, Jay Robinson, Jennifer Savidge.

## A caval donato...
- Titolo originale: Always Look a Gift Horse in the Mouth
- Diretto da: Corey Allen
- Scritto da: Eugenie Ross-Leming e Brad Buckner

### Trama
Un principe straniero è in visita egli Stati Uniti insieme alla giovane moglie di origine americana; Lee lo deve proteggere da una minaccia di morte, mentre Amanda dovrà diventare amica della moglie del nobile.

## Trappola mortale
- Titolo originale: Service Above and Beyond
- Diretto da: James Frawley
- Scritto da: Eugenie Ross-Leming e Brad Buckner

### Trama
Amanda accompagna Lee a un party dove gli verranno passate delle informazioni. Mentre Lee svolge il suo compito, Amanda viene notata dal padrone di casa, un uomo d'affari di successo, James Delano a cui racconta di essere una facoltosa aristocratica inglese, ruolo che poi dovrà sostenere veramente per potersi avvicinare a James e spiarlo per scoprire i suoi loschi affari di vendite di segreti militari ai paesi oltre cortina.

## Ostaggio sbagliato
- Titolo originale: Saved by the Bells
- Diretto da: Winrich Kolbe
- Scritto da: Eugenie Ross-Leming e Brad Buckner

### Trama
Mentre è a casa di Lee, Amanda viene rapita da un agente segreto sovietico, che la crede Falco e vuole usarla per uno scambio con una spia russa catturata. L'Agenzia rifiuta lo scambio e Lee deve rischiare l'accusa di tradimento per salvarla, ma non sarà facile.

## Morte improvvisa
- Titolo originale: Sudden Death
- Diretto da: Nicholas Sgarro
- Scritto da: Eugenie Ross-Leming e Brad Buckner

### Trama
Nell'indagine su un assassinio politico, Lee si deve far passare per un giocatore professionista di football, mentre ad Amanda viene assegnato il ruolo di giornalista sportiva.

## Una lunga vigilia di Natale
- Titolo originale: The Long Christmas Eve
- Diretto da: James Frawley
- Scritto da: Eugenie Ross-Leming e Brad Buckner

### Trama
Amanda si deve far passare per la figlia, persa da tanto tempo, di un traditore, per cercare di convincerlo a tornare dalla parte degli Stati Uniti. Come missione della vigilia di Natale, Lee e Amanda devono raggiungere l'uomo prima che lo faccia il KGB.

## Ricordo del passato
- Titolo originale: Remembrance of Things Past
- Diretto da: Sigmund Neufeld Jr.
- Scritto da: Eugenie Ross-Leming e Brad Buckner

### Trama
Molti agenti segreti sono stati uccisi, e anche Lee viene preso di mira per essere la prossima vittima. Così decide di inscenare la propria morte, per far uscire allo scoperto il killer.

## Perduta e ritrovata
- Titolo originale: Lost and Found
- Diretto da: James Frawley
- Scritto da: Eugenie Ross-Leming e Brad Buckner

### Trama
Amanda e Lee devono aiutare ad avere una nuova identità un rifugiato, salvato da un carcere sovietico: L'uomo, che è un ex rivale in amore di Lee, perché ha sposato la donna che un tempo Lee ha amato, gli racconta che la donna che entrambi hanno amato è morta. Ma il giorno dopo lei riappare.

## I Am Not Now, Nor Have I Ever Been... A Spy
- Titolo originale: I Am Not Now, Nor Have I Ever Been... A Spy
- Diretto da: Nicholas Sgarro
- Scritto da: Eugenie Ross-Leming e Brad Buckner

### Trama
In fuga dopo essere stata rapita da alcuni pericolosi assassini, Amanda ha un incidente in auto e non ricorda più nulla di alcuni aspetti del proprio passato, come il fatto di lavorare per l'Agenzia e di conoscere Lee. La situazione poi si complica ulteriormente.

## Somiglianza pericolosa
- Titolo originale: Dead Ringer
- Diretto da: William Wiard
- Scritto da: Eugenie Ross-Leming e Brad Buckner

### Trama
L'Agenzia intende usare la casa di Amanda per nascondere una rifugiata ungherese di alto livello che somiglia in modo impressionante a Francine.

## La talpa
- Titolo originale: The Mole
- Diretto da: Russ Mayberry
- Scritto da: Eugenie Ross-Leming e Brad Buckner

### Trama
Quando il terzo tentativo di catturare una pericolosa spia bulgara fallisce, gli Interni chiedono a Lee di scoprire chi tra i suoi colleghi sia il traditore. L'unica persona di cui Lee si fida è Amanda che lo dovrà aiutare a spiare i colleghi.

## Operazione Savior
- Titolo originale: Savior
- Diretto da: William Wiard
- Scritto da: Eugenie Ross-Leming e Brad Buckner

### Trama
Lee annuncia di lasciare l'Agenzia, e di voler lavorare come commerciante di armi. Amanda è distrutta dal dispiacere, ma la realtà non è quella che appare.

## Regalo sospetto
- Titolo originale: The Artful Dodger
- Diretto da: Christian I. Nyby II
- Scritto da: Eugenie Ross-Leming e Brad Buckner

### Trama
Un famoso ladro internazionale ha preso di mira alcuni preziosi documenti governativi; per raggiungere il suo obiettivo si servirà di Amanda, che così rischierà di compromettere l'indagine dell'Agenzia sul furto di alcuni segreti militari.

## Il cineamatore
- Titolo originale: Filming Raul
- Diretto da: Oz Scott
- Scritto da: Eugenie Ross-Leming e Brad Buckner

### Trama
Le prove per ritrovare un corriere dell'Agenzia, scomparso dopo aver distrutto la macchina di Amanda, sono in mano ad un parcheggiatore, regista dilettante.

## Un uomo nell'armadio
- Titolo originale: Fearless Dotty
- Diretto da: Christian I. Nyby II
- Scritto da: Eugenie Ross-Leming e Brad Buckner

### Trama
A causa di un disguido in una libreria, Dotty, la madre di Amanda, entra accidentalmente in possesso di un libro che contiene delle informazioni preziose: la sua vita ora è in pericolo.

## Week-end
- Titolo originale: Weekend
- Diretto da: Cliff Bole
- Scritto da: Eugenie Ross-Leming e Brad Buckner

### Trama
Amanda e Lee interpretano una coppia in luna di miele in un resort per prevenire il rapimento di un ospite e per tenere sotto controllo il proprietario di questo resort che si ritiene essere la mente del rapimento.

## Aspettando Godorsky
- Titolo originale: Waiting for Godorsky
- Diretto da: William Wiard
- Scritto da: Eugenie Ross-Leming e Brad Buckner

### Trama
Amanda fa amicizia con una donna durante una vendita di oggetti in casa sua e che si rivela essere una principessa obiettivo di un assassinio di una squadra di sicari del Blocco dell'Est.